# منظمة الطاقة الجديدة وتطوير التقنيات الصناعية

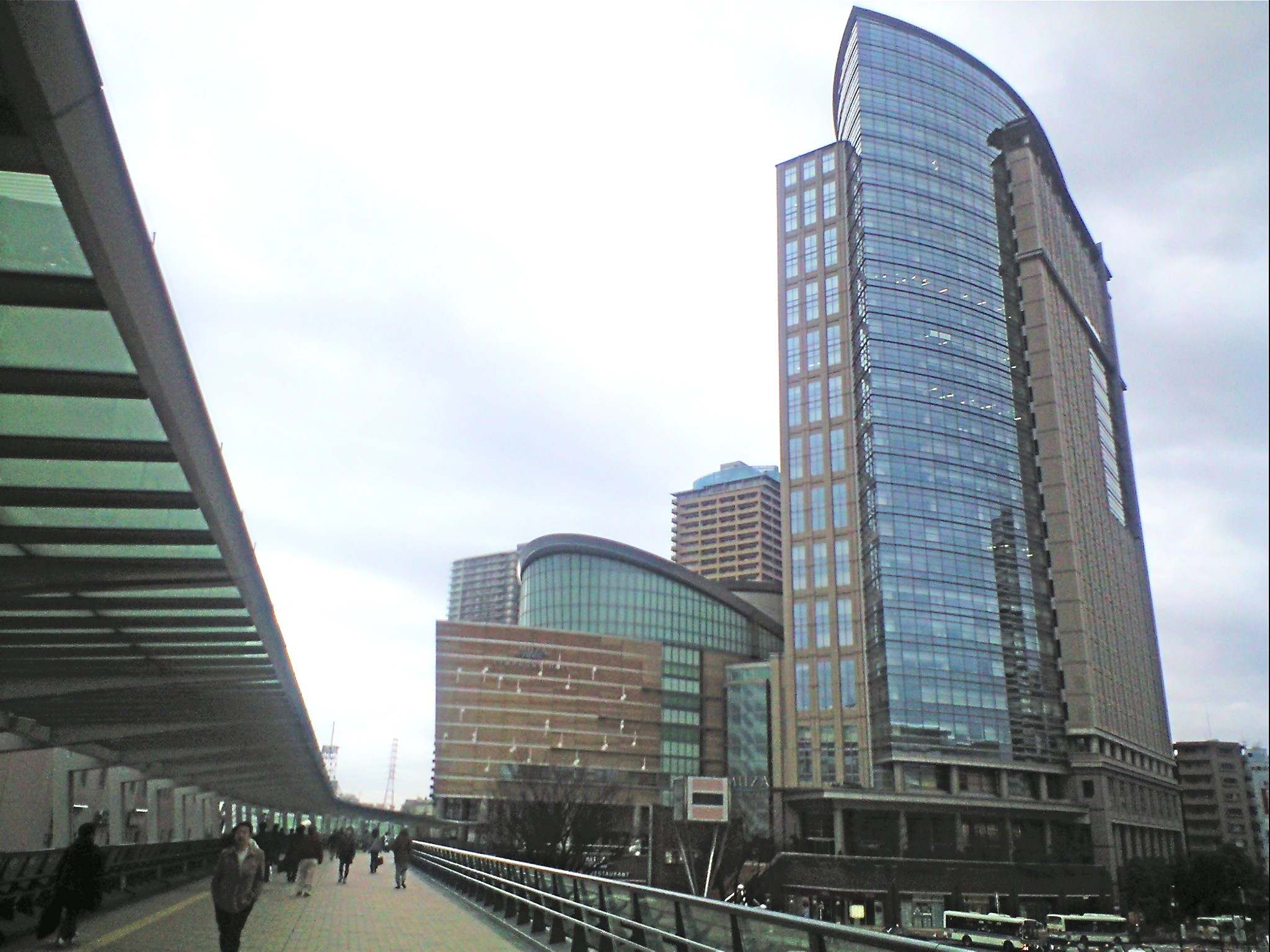

منظمة الطاقة الجديدة وتطوير التقنيات الصناعية (باليابانية: 新エネルギー・産業技術総合開発機構 ) وتعرف اختصاراً باسم «نيدو» NEDO هي منظمة ذات إدارة مستقلة تهدف إلى حماية سياسة البيئة وتطوير التقنيات. يقع مكتبها الرئيسي في كاواساكي، كاناغاوا، محافظة كاناغاوا، اليابان.

## تاريخ المنظمة
- تم تأسيس منظمة الطاقة الجديدة والتطوير المتكامل في 1 أكتوبر 1980 من أجل تحسين التقنيات لتفادي حدوث أزمات الطاقة بعد أزمتي الطاقة في 1973 و1978
- تم تغير اسم منظمة الطاقة الجديدة والتطوير المتكامل إلى الاسم الحالي مضيفة التقنيات الصناعية إلى أعمالها.
- تم افتتاح جناح NEDO «نيدو» في معرض إكسبو 2005.

## وصلات خارجية
الموقع الرسمي للمنظمة